# Valverde de Valdelacasa
Valverde de Valdelacasa – gmina w Hiszpanii, w prowincji Salamanka, w Kastylii i León, o powierzchni 7,59 km². W 2011 roku gmina liczyła 78 mieszkańców.